# Sint Kruiskreek
De Sint Kruiskreek is een kreek ten noorden van Sint Kruis, die de verbinding vormt tussen het Groote Gat en de Passageule. Ze is gelegen in de Groote Boompolder en loopt door tot de Boomdijk.
De kreek wordt omzoomd door moerassige weilandjes, waar wulp en kievit, en tijdens de vogeltrek ook witgatje, groenpootruiter en oeverloper te vinden zijn.
Het gebied, dat 28 ha groot is en in beheer is bij Staatsbosbeheer, is niet toegankelijk voor het publiek.